# Anubis-Maske
Die Anubis-Maske wird der Spätzeit (26. bis 30. Dynastie, 6. bis 4. Jahrhundert v. Chr.) zugeordnet. Sie gehört zur ägyptischen Sammlung des Roemer- und Pelizaeus-Museums Hildesheim. Es handelt sich um das weltweit einzige erhaltene vollständige Exemplar dieser Art von Maske.

## Herkunft
Der Fundort der Anubis-Maske ist unbekannt. Sie wurde Ende des Jahres 1910 von Wilhelm Pelizaeus erworben, der sie zu Beginn des folgenden Jahres nach Hildesheim schickte.

## Bedeutung und Darstellung
Der Gott Anubis, ägyptisch Inpu (auch Anpu), war neben dem Gott Osiris ein bedeutender Totengott im alten Ägypten. Im Begräbnis- und Balsamierungsritual spielte ein Totenpriester die Rolle des Anubis. Er konnte sich durch das Tragen einer Anubis-Maske in den Gott verwandeln. Dieses Phänomen scheint für Anubis erstmals in der Zeit von Thutmosis III. bis Amenophis II., also im 15. Jahrhundert v. Chr. aufzutreten. Die Maske gibt in stilisierter Form den Kopf des Mumifizierungs- und Totengottes Anubis wieder, der meist in einer Mischgestalt aus Menschenkörper und Schakal- beziehungsweise Canidenkopf dargestellt wird. Gut erkennbar ist noch das Schwarz des Tierfells, das nicht der natürlichen Farbgebung des Anubis-Tieres entspricht, sondern symbolträchtig auf den Bereich des Todes einerseits, den des Fortbestehens in der Ewigkeit andererseits hinweist. Die Maske besteht aus zwei Teilen; die massive Schnauze-Augen-Partie ist für sich geformt und mit einem durchbohrten Zapfen versehen. Dieser wird durch ein Loch in die Maske hineingesteckt und kann durch ein Stück Holz, das durch die Lochung im Zapfen geschoben wird, festgehalten werden. Deutlich lassen sich unterhalb der Canidenschnauze die beiden Sehschlitze erkennen, die dem Totenpriester die Sicht ermöglichten. An beiden Seiten sind Aussparungen für die Schultern vorhanden, so dass ein einigermaßen fester Sitz der Maske gewährleistet wird. Die um den Kopf laufenden gemalten Linien deuten eine Strähnenperücke an. Sie verbindet in ästhetisch annehmbarer Weise Tier und Mensch zu einer Einheit.

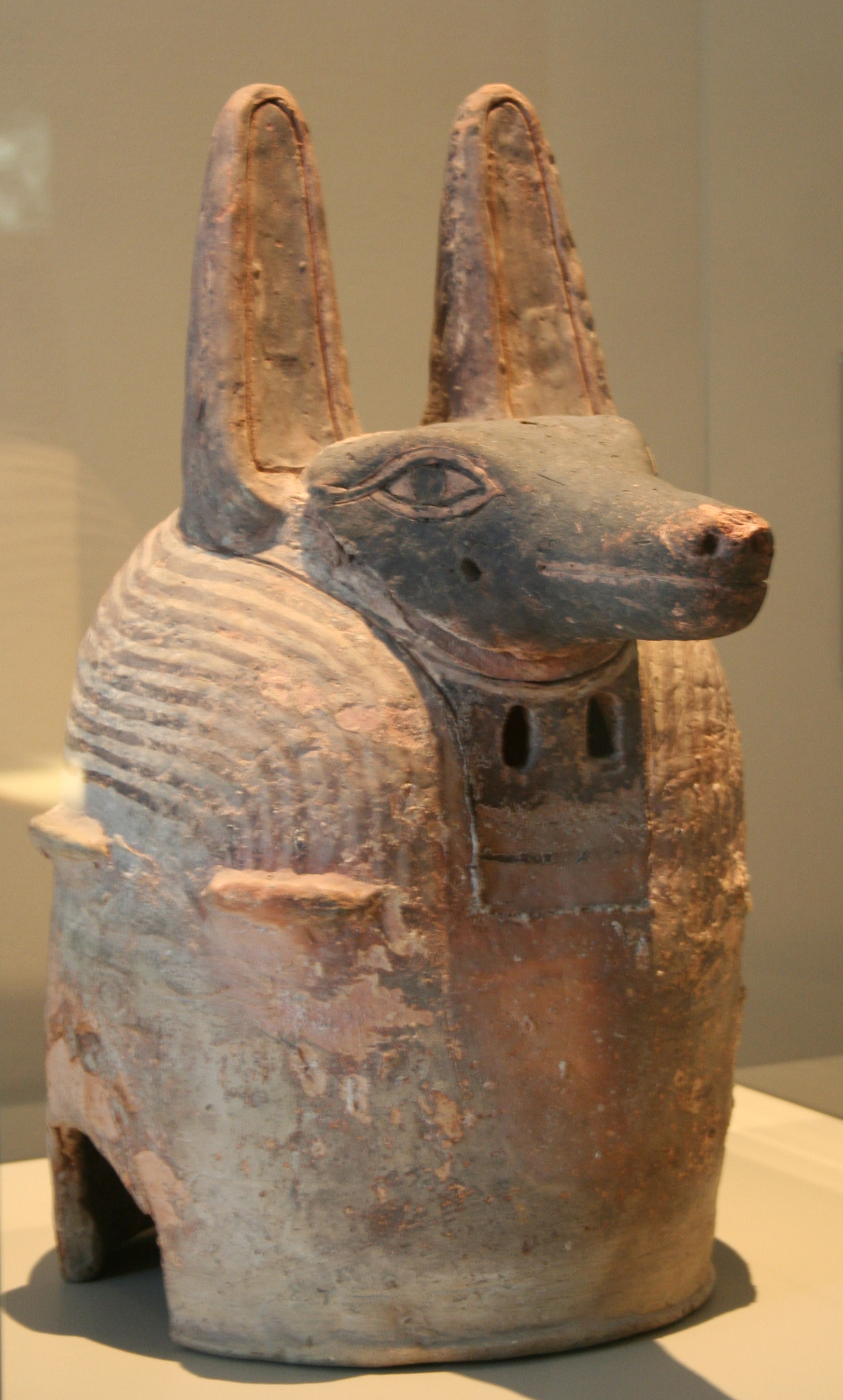
Halbrechtes Profil
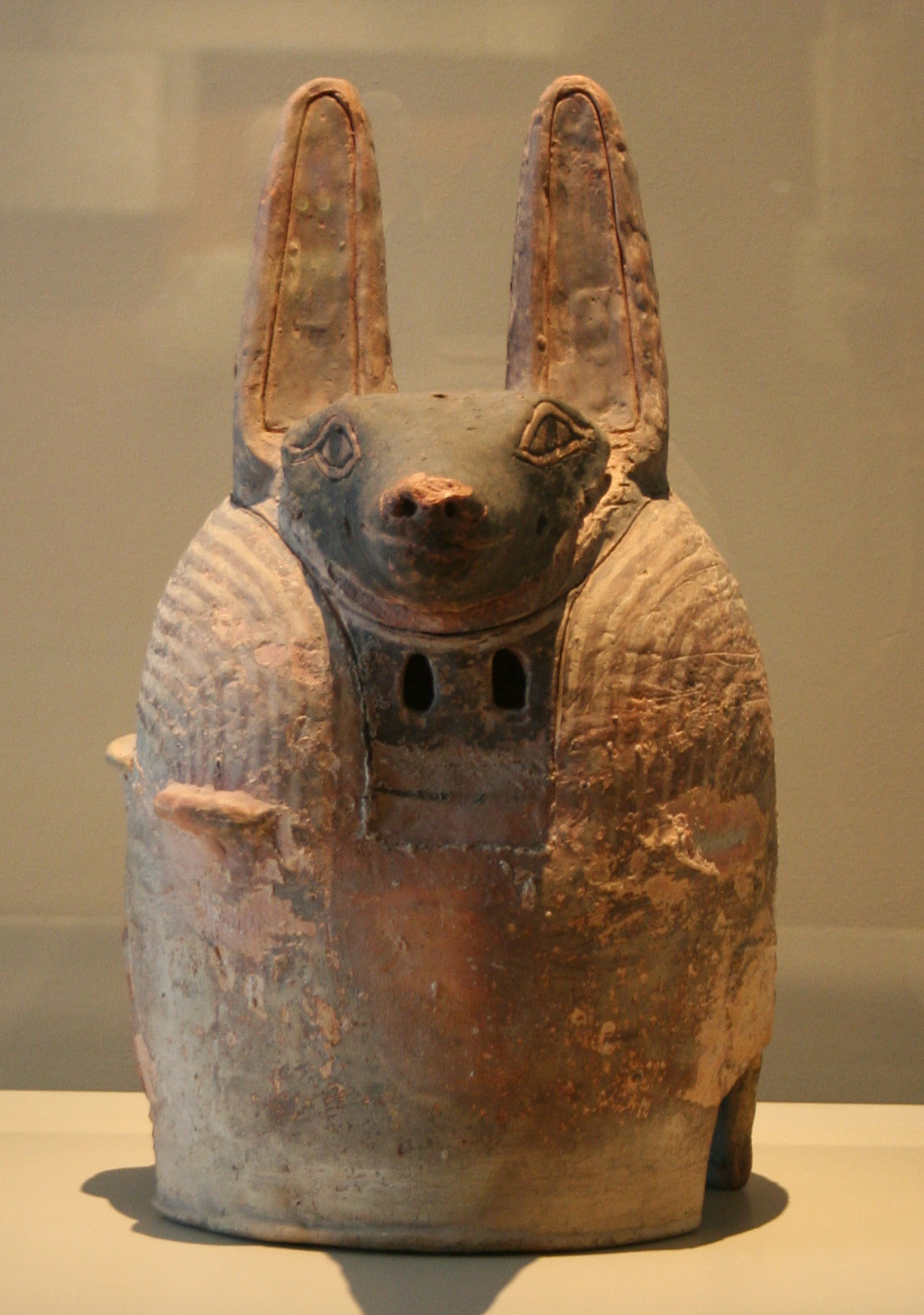
Frontalansicht
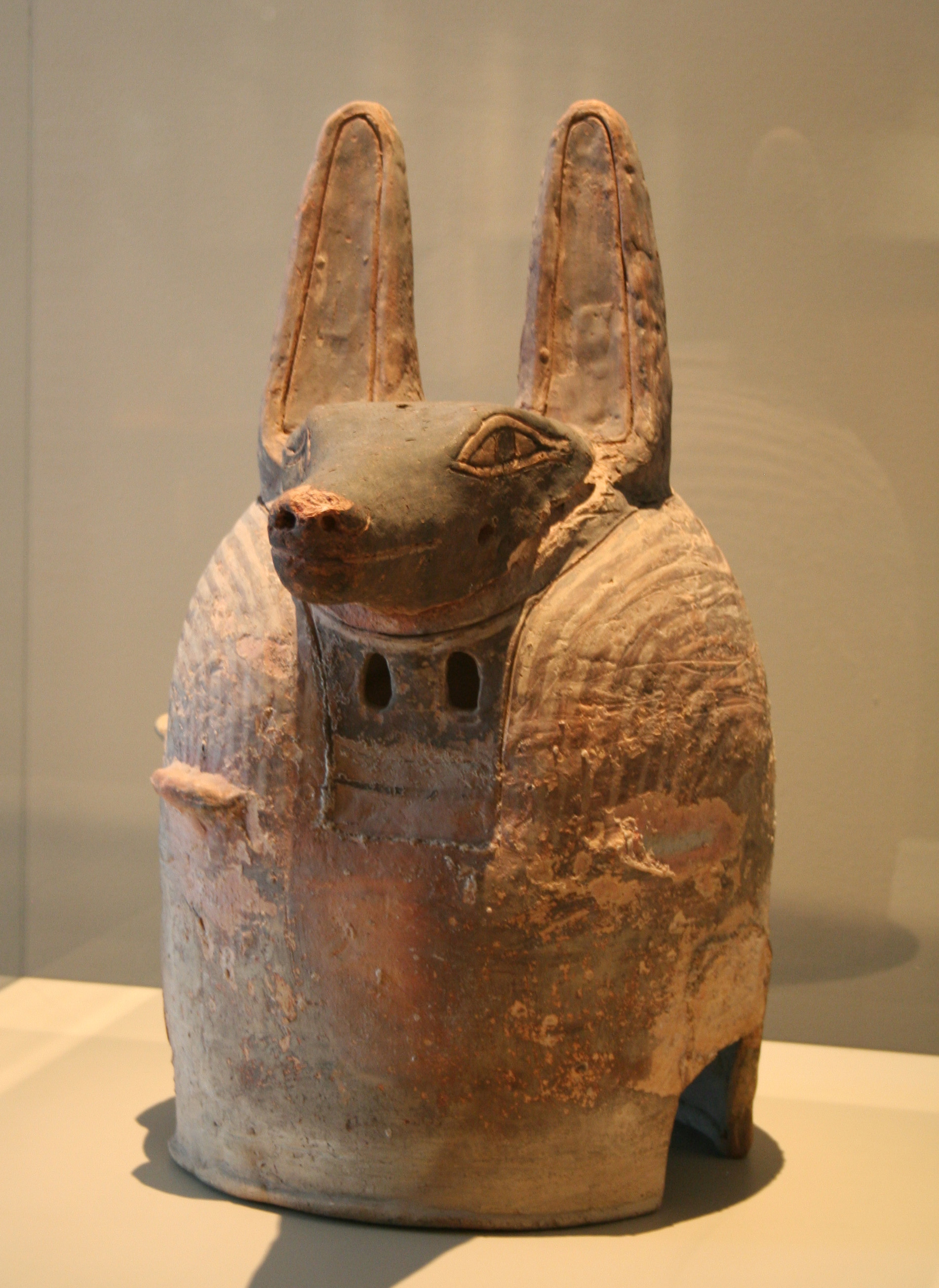
Halblinkes Profil

## Größe, Erhaltungszustand und Funktion
Die Maske besteht aus gebranntem und bemaltem Ton, ist 49 cm hoch und hat ein Gewicht von etwa 8 kg. Die Farben sind heute stark verblasst. Praktische Versuche haben gezeigt, dass die Funktionsbezeichnung „Maske“ tatsächlich auf dieses Objekt zutreffen könnte. Das Gewicht und die Zerbrechlichkeit des Materials sprechen aber eher gegen eine praktische Benutzung und lassen die Frage aufkommen, ob es sich vielleicht doch um ein Modell handeln könnte. Als Modell könnte sie als Vorlage für die Herstellung von Masken aus leichtem, tragbarem Material wie bemalter Leinwand oder Kartonagen gedient haben.